# Ácido protocatecuico

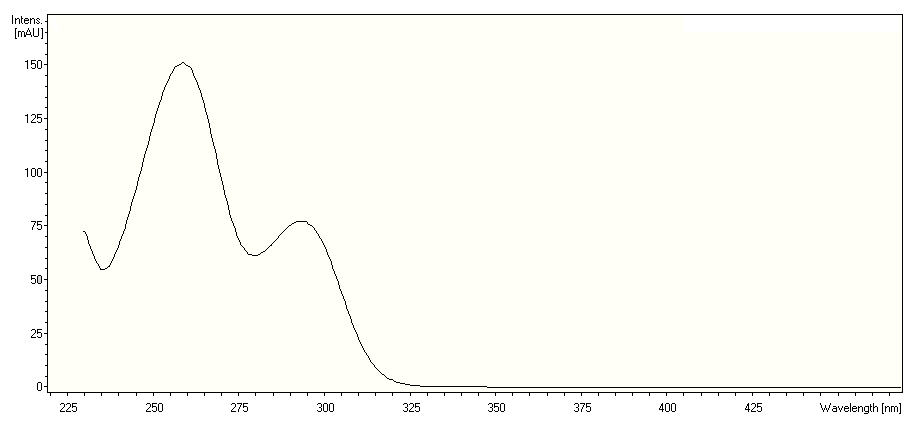
Espectro UV e visível do ácido protocatecuico

Ácido protocatecuico (abreviado na literatura como PCA, do inglês protocatechuic acid) é um ácido diidroxibenzoico, um tipo de ácido fenólico. Possui efeitos mistos sobre células normais e cancerígenas em estudo in vitro e in vivo.